# Dancsfalva

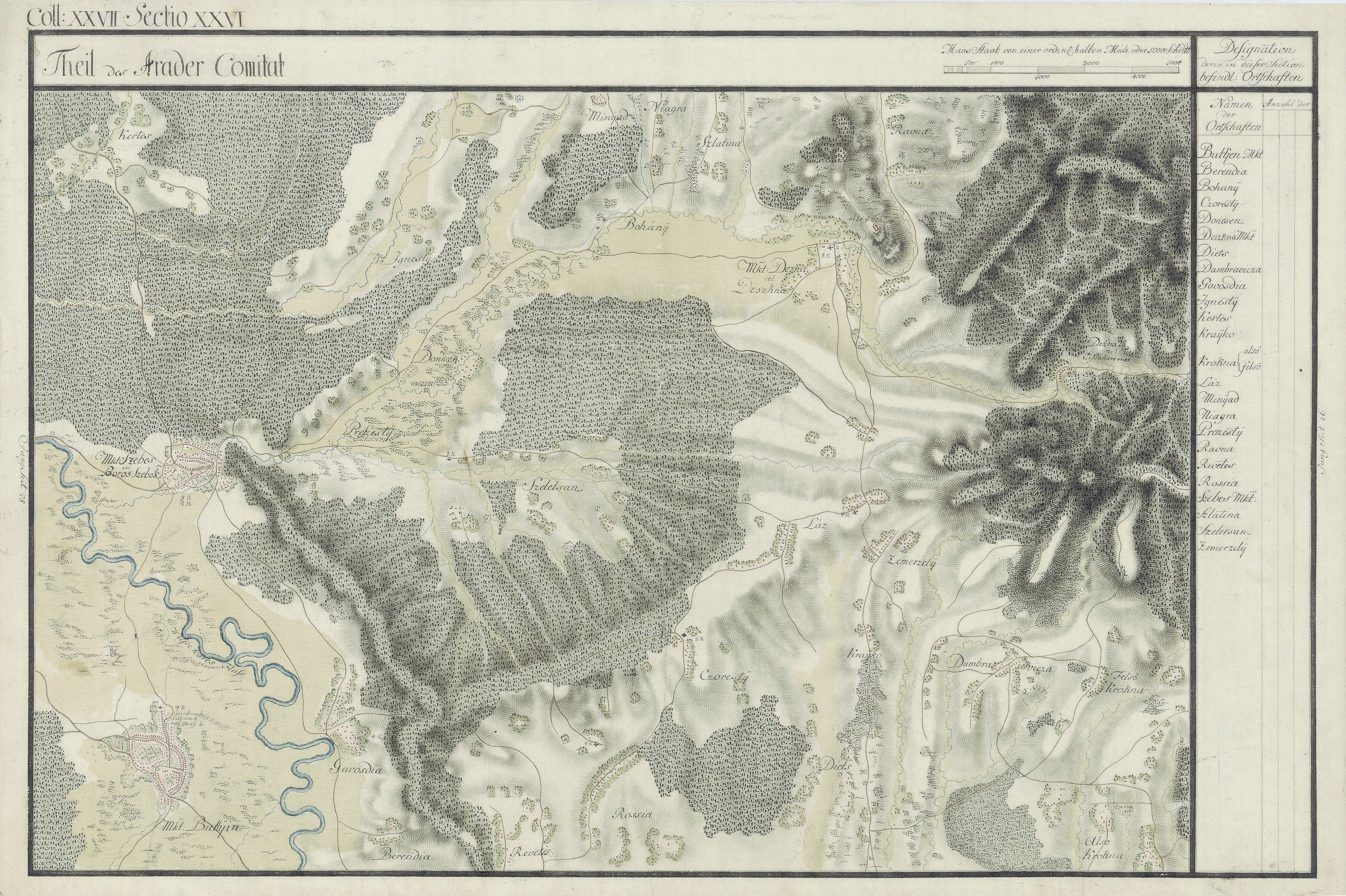
Dancsfalva egy régi térképen

Dancsfalva (Donceni), település Romániában, a Partiumban, Arad megyében.

## Fekvése
Borossebestől keletre fekvő település.

## Története
Dancsfalva, Dancsófalva nevét 1439-ben említette először oklevél Danchofalwa néven, mint a világosi vár kápolnai kerületéhez tartozó települést. 1553-ban Danchfalwa, 1619-ben Donczén, 1746-ban Doncseny, 1808-ban Doncsény ~ Dáncsfalva, 1913-ban Dancsfalva néven írták.
1910-ben 347 lakosából 340 román, 7 magyar volt. Ebből 340 görögkeleti ortodox, 7 római katolikus volt. A trianoni békeszerződés előtt Arad vármegye Borossebesi járásához tartozott.